# Дубоший Микола Наумович
Микола Наумович Дубоший (нар. 27 квітня 1920 — 13 лютого 2007) — учасник німецько-радянської війни, повний кавалер ордена Слави.

## Біографія
Народився в селі Яготин, нині місто Київської області (Україна), в селянській родині. Українець. Після закінчення школи працював трактористом Яготинської машинно-тракторної станції.
У жовтні 1940 року був призваний в Червону Армію, служив в артилерійському полку. У боях німецько-радянської війни з липня 1941 року. Був важко поранений в голову і в ногу, до літа 1943 року перебував на лікуванні в госпіталі. Після лікування з жовтня 1943 року — в мінометній батареї 120-міліметрових мінометів 841-го стрілецького полку 237-го стрілецької дивізії 40-ї армії. Брав участь у визволенні Лівобережної України, у визволенні Києва, в боях в Карпатах.
За даними 26-27 вересня 1944 року розвідника мінометної батареї 841-го стрілецького полку (237-та стрілецька дивізія, 1-а гвардійська армія, 4-й Український фронт) сержанта Дубошия, полкова артилерія подавила ворожу батарею, 3 кулеметні точки і вразила до взводу гітлерівців поблизу населеного пункту Соліна, 25 кілометрів на південний схід від міста Санок (Польща). 31 жовтня 1944 сержант Дубоший Микола Наумович нагороджений орденом Слави 3-го ступеня (№ 305072). У бою за населений пункт Оршава (Польща) сержант Дубоший 20 грудня 1944 року розвідав вогневі засоби противника, в результаті знищено 3 вогневі точки і понад 10 ворожих солдатів. 29 грудня 1944 сержант Дубоший Микола Наумович нагороджений орденом Слави 3-го ступеня (повторно).
29 березня 1945 року заряджаючий 120-міліметрового міномета старший сержант Дубоший замінив пораненого навідника і влучним вогнем допоміг піхоті відбити 3 ворожі контратаки. 20 квітня 1945 року в бою за переправу на річці Одер в 16 кілометрах на південний схід від міста Ратибор (Німеччина, нині Рацибуж, Польща) при відбитті натиску ворога вивів з ладу понад 10 його солдатів. 10 червня 1945 старший сержант Дубоший Микола Наумович нагороджений орденом Слави 2-го ступеня (№ 29935).
У травні 1946 року був демобілізований. Працював учителем фізкультури, а потім трудового навчання середньої школи № 3 міста Яготина Київської області.
Указом Президії Верховної Ради СРСР від 27 лютого 1958 року в порядку перенаграждення Дубоший Микола Наумович перенагороджений орденом Слави 1-го ступеня (№ 2345). Ставши повним кавалером ордена Слави.
У 1969 році закінчив Київський державний педагогічний інститут імені О. М. Горького (нині — Національний педагогічний університет імені М.Драгоманова). З 1980 року — на пенсії. Жив в місті Яготин Київської області (Україна). Помер 13 лютого 2007 року.

## Нагороди
Всього за час війни був нагороджений орденом Слави 1-й (27 лютого 1958), 2-й (10 червня 1945) і 3-й (31 жовтня 1944) ступеня, медалями, в тому числі «За відвагу».
У повоєнний час нагороджений орденом Вітчизняної війни 1-го ступеня (11 березня 1985).